# Rodolfo Amadeo Lanciani
Rodolfo Amadeo Lanciani (1. januar 1847 – 21. maj 1929) var en italiensk arkæolog, som lavede mange udgravninger i antikkens Rom, Tivoli og Ostia. Han udarbejdede kort over det klassiske, det middelalderlige og det moderne Rom (1893-1901).